# Partei Europäische Konservative und Reformer
Die Partei Europäische Konservative und Reformer (EKR oder EKR-Partei; englisch European Conservatives and Reformists Party, ECR; französisch Parti des conservateurs et réformistes européens, CRE) ist eine europäische politische Partei. Sie setzt sich aus verschiedenen nationalkonservativen und europaskeptischen Parteien zusammen. 
Die Partei entstand nach der Europawahl 2009 aus den Reihen der neu gebildeten Fraktion im Europäischen Parlament namens Europäischen Konservativen und Reformer (Abkürzung ebenfalls EKR). Die EKR-Fraktion wird weiterhin hauptsächlich von der EKR-Partei getragen. Ursprünglicher Name der Partei war Allianz der Europäischen Konservativen und Reformer (AEKR). Im Oktober 2016 wurde der Name leicht auf Allianz der Konservativen und Reformer in Europa geändert und im Juli 2019 nahm die Partei den aktuellen Namen an.
Parteivorsitzender ist Mateusz Morawiecki von der polnischen Partei Prawo i Sprawiedliwość. Im deutschsprachigen Raum sind die deutsche Partei Wir Bürger und die luxemburgische Alternativ Demokratesch Reformpartei Mitglied der EKR.
In der Parlamentarischen Versammlung des Europarates bilden seit März 2020 die Mitglieder der EKR zusammen mit der Identität und Demokratie Partei die Gruppe Europäische Konservative und Demokratische Allianz.

## Geschichte
Die Partei trat faktisch die Nachfolge zweier Vorgängerorganisationen an: Zum einen war dies die Allianz für ein Europa der Nationen (AEN), die zur Fraktion Union für ein Europa der Nationen (UEN) gehört hatte. Nach der Europawahl 2009 hatte sich die UEN aufgelöst und die Mehrheit ihrer Mitglieder war unter Führung der polnischen PiS der neuen EKR-Fraktion beigetreten. Der andere Vorläufer war die Bewegung für Europäische Reform, in der sich die britische Conservative Party und die tschechische ODS organisiert hatten. Diese waren vor der Europawahl 2009 Mitglieder der christdemokratischen EVP-ED-Fraktion gewesen, hatten aber schon vor der Europawahl 2009 ihren Entschluss zur Gründung einer neuen Europaparlamentsfraktion sowie einer neuen europäischen Partei angekündigt.
Die Gründung der Partei unter dem Namen Allianz der Europäischen Konservativen und Reformer (AEKR) war jedoch auch innerhalb der EKR-Fraktion umstritten. Einzelne Fraktionsmitglieder lehnten die zusätzliche Finanzierung aus dem EU-Haushalt, der ihnen durch die Parteigründung zustand, ab und weigerten sich deshalb, der Partei beizutreten. Die AEKR umfasste daher zum Zeitpunkt ihrer Gründung nur 44 der 54 Mitglieder der EKR-Fraktion.
Am 8. Juni 2010 traten der AKRE mit der bulgarischen RSS und der konservativen ADR aus Luxemburg erstmals zwei Parteien bei, die keine Abgeordneten im Europäischen Parlament hatten und damit auch nicht Mitglied der EKR-Fraktion waren. Ab 2011 wurden auch Parteien aus Nicht-EU-Ländern aufgenommen, z. B. die isländische Unabhängigkeitspartei, die türkische Adalet ve Kalkınma Partisi (AKP; 2013), die Partei Blühendes Armenien (2014), die Demokratische Partei Kosovos (PDK; 2018) oder die Innere Mazedonische Revolutionäre Organisation – Volkspartei (2019). Zudem wurde 2014 die Einrichtung der „Regionalpartner“ geschaffen, dies sind assoziierte Parteien aus außereuropäischen Ländern, u. a. die Konservative Partei Kanadas, die Republikanische Partei der USA, die Liberal Party of Australia oder Likud aus Israel.
Am 5. Oktober 2016 änderte die Partei ihren Namen zu Allianz der Konservativen und Reformer in Europa (AKRE). Dadurch sollte unter anderem verdeutlicht werden, dass die Mitgliedsparteien nicht nur aus der EU, sondern auch aus anderen europäischen Staaten stammen. Ein weiterer Grund war die leichtere Aussprechbarkeit der neuen Abkürzung.
Im Oktober 2018 verließ die türkische Regierungspartei AKP die AKRE. Mit der Aufnahme von nationalistischen und rechtspopulistischen Parteien wie Fratelli d’Italia, den Schwedendemokraten und Vox aus Spanien öffnete sich die Allianz 2018/2019 weiter nach rechtsaußen. Nach der Europawahl 2019 benannte sich die Organisation am 27. Juni 2019 erneut um: Seither heißt sie Partei Europäische Konservative und Reformer (European Conservatives and Reformists Party, kurz ECR Party), um die Verbindung zwischen der Parteienallianz und der EKR-Fraktion (ECR Group) im Europäischen Parlament deutlicher zu machen.
Bei der Europawahl 2024 konnte die EKR-Fraktion auch durch Beitritte geringe Mandatsgewinne verzeichnen. Sie verfehlte aber auf Grund der Gründung der Fraktion Patrioten für Europa das Ziel, drittstärkste Fraktion zu werden. Ein Großteil der neuen Mitglieder der EKR-Fraktion schlossen sich im Januar 2025 auch der EKR-Partei an, darunter die neue Partei von Marion Maréchal, die rumänische AUR und die bulgarische ITN. Mateusz Morawiecki löste Meloni als Vorsitzender der EKR-Partei ab.

## Politische Grundsätze
Die ECR verabschiedete auf einer Ratssitzung am 21. März 2014 in Reykjavík ihre politischen Grundsätze, die sogenannte Reykjavík-Erklärung.
- Individuelle Freiheit, nationale Souveränität, parlamentarische Demokratie, Rechtsstaatlichkeit, Privateigentum, niedrige Steuern, solides Geld, freien Handel, offenen Wettbewerb und die Dezentralisierung von Macht.
- Europa unabhängiger Nationen, die zum gegenseitigen Vorteil zusammenarbeiten, während jede ihre Identität und Integrität bewahrt.
- Gleichheit aller europäischen Demokratien, unabhängig von ihrer Größe und unabhängig davon, welchen internationalen Vereinigungen sie beitreten.
- Ausübung von Macht auf der untersten Ebene – wenn möglich durch den Einzelnen, durch lokale oder nationale Behörden anstelle von supranationalen Gremien.
- Offene Gesellschaften beruhen auf der Würde und Autonomie des Einzelnen, der so weit wie möglich frei von staatlichem Zwang sein sollte. Die Freiheit des Einzelnen schließt Religions- und Kultusfreiheit, Rede- und Meinungsfreiheit, Freizügigkeit und Vereinigungsfreiheit, Vertrags- und Beschäftigungsfreiheit sowie Freiheit von repressiver, willkürlicher oder strafender Besteuerung ein.
- Gleichheit aller Bürger vor dem Gesetz, unabhängig von ethnischer Zugehörigkeit, Geschlecht oder sozialer Klasse. Ablehnung aller Formen von Extremismus, Autoritarismus und Rassismus.
- Wichtige Rolle der Zivilgesellschaft, von Familien und anderen Organisationen, die den Zwischenraum zwischen dem Individuum und der Regierung ausfüllen.
- Einzigartige demokratische Legitimität des Nationalstaates an.
- Verbreitung von freiem Handel und offenem Wettbewerb ein, in Europa und weltweit.
- Unterstützung der Prinzipien der Prager Erklärung vom März 2009, auf der die Arbeit der EKR-Fraktion basiert.

## Organisation
Die EKR wird von einem sechsköpfigen Board (Vorstand) geleitet. Derzeitiger Präsident ist seit Januar 2025 Mateusz Morawiecki. Daneben gehören dem Board ein Generalsekretär und drei Vizepräsidenten an.
Die politische Ausrichtung der EKR wird durch das Council (Rat) festgelegt. Diesem gehören zum einen je ein bis drei Mitglieder der Mitgliedsparteien sowie die Einzelmitglieder an. Daneben sind die Fraktionen im Europäischen Parlament, im Ausschuss der Regionen der EU, in der parlamentarischen Versammlung des Europarats und im Kongress der Gemeinden und Regionen des Europarates sowie die Jugendorganisation European Young Conservatives und die Stiftung New Direction – The Foundation for European Reform mit je einem Mitglied vertreten. Schließlich gehören dem Council noch unabhängige Mitglieder an.

### Vorsitzende
1. Jan Zahradil (2009–2020)
2. Giorgia Meloni (2020–2025)
3. Mateusz Morawiecki (2025–)

## Mitglieder
Die EKR hat 19 Mitgliedsparteien 14 EU-Mitgliedsländern:
| Land        | Partei                                                             | Abkürzung | Europa- parlament | National- parlament | Mitglied seit |
| ----------- | ------------------------------------------------------------------ | --------- | ----------------- | ------------------- | ------------- |
| Bulgarien   | IMRO – Bulgarische Nationale Bewegung                              | IMRO-BNB  | 0/17              | 0/240               | 22.02.2019    |
| Bulgarien   | Ima takaw narod                                                    | ITN       | 1/17              | 16/240              | 14.01.2025    |
| Deutschland | Wir Bürger                                                         |           | 0/96              | 0/736               | 18.03.2016 *  |
| Frankreich  | Identité-Libertés                                                  | IDL       | 4/81              | 3/577               | 14.01.2025    |
| Italien     | Fratelli d’Italia                                                  | FdI       | 24/76             | 184/630             | 22.02.2019    |
| Kroatien    | Hrvatski suverenisti                                               | HS        | 0/12              | 1/151               | 22.05.2015    |
| Kroatien    | Most nezavisnih lista                                              | MOST      | 0/12              | 6/151               | 14.01.2025    |
| Kroatien    | Dom i Nacionalno Okupljanje                                        | DOMiNO    | 1/12              | 3/151               | 14.01.2025    |
| Lettland    | Nacionālā apvienība „Visu Latvijai!“ – „Tēvzemei un Brīvībai/LNNK“ | NA        | 2/9               | 13/100              | Gründung **   |
| Litauen     | Lietuvos lenkų rinkimų akcija                                      | LLRA      | 1/11              | 3/141               | Gründung      |
| Litauen     | Lietuvos valstiečių ir žaliųjų sąjunga                             | LVŽS      | 1/11              | 8/141               | 14.01.2025    |
| Luxemburg   | Alternativ Demokratesch Reformpartei                               | ADR       | 1/6               | 5/60                | 08.06.2010    |
| Polen       | Prawo i Sprawiedliwość                                             | PiS       | 18/53             | 194/460             | Gründung      |
| Rumänien    | Alternativa Dreaptă                                                | AD        | 0/33              | 0/330               | 09.08.2019    |
| Rumänien    | Alianța pentru Unirea Românilor                                    | AUR       | 5/33              | 30/330              | 14.01.2025    |
| Schweden    | Schwedendemokraten                                                 | SD        | 3/21              | 73/349              | 27.06.2019    |
| Slowakei    | Sloboda a Solidarita                                               | SaS       | 0/14              | 13/150              | 13.11.2015    |
| Tschechien  | Občanská demokratická strana                                       | ODS       | 3/21              | 34/200              | Gründung      |
| Zypern      | Ethniko Laiko Metopo                                               | ELAM      | 1/6               | 3/56                | 14.01.2025    |

### Individuelle Mitglieder
- Patryk Jaki, Jacek Ozdoba; MdEP der polnischen Solidarna Polska (SP)
- Reinis Pozņaks; MdEP der lettischen Apvienotais saraksts (AS)
- Emmanouil Fragkos; MdEP der griechischen Elliniki Lysi (EL)
- Kristoffer Storm; MdEP der dänischen Danmarksdemokraterne

### Globale Partner
| Land               | Name                                   | seit       |
| ------------------ | -------------------------------------- | ---------- |
| Albanien           | Albanische Republikanische Partei (PR) | 07.04.2017 |
| Belarus            | Partyja BNF (BNF)                      | 07.04.2017 |
| Israel             | Likud                                  | 01.09.2016 |
| San Marino         | Domani – Motus Liberi                  | 14.01.2025 |
| Vereinigte Staaten | Republikanische Partei                 | 01.11.2014 |

### Ehemalige Mitglieder
- Armenien: Bargawadsch Hajastani Kussakzutjun (BHK; 03.07.2014–2022)
- Aserbaidschan: Bütöv Azərbaycan Xalq Cəbhəsi Partiyası (BAXCP; 13.11.2015–2022)
- Belgien  Flandern: Libertair, Direct, Democratisch (LDD; 2009–14)
- Bulgarien: Red, sakonnost i sprawedliwost (RSS; unterschrieb Gründungserklärung, wurde 2010 offiziell aufgenommen)
- Bulgarien: Bulgarien neu laden (BG)
- Dänemark ( Färöer): Fólkaflokkurin (FF; 08.11.2013–2022)
- Finnland: Perussuomalaiset (PS, 13. November 2015–2018)
- Finnland: Sininen tulevaisuus (sin; 15.12.2017–2022)
- Georgien: Kristianul-Demokratiuli Modzraoba (KDM; 16. August 2012–Anfang 2017)
- Georgien: Konservative Partei Georgiens (01.11.2014–2022)
- Island: Sjálfstæðisflokkurinn (SSF; 12. November 2011–2021)
- Italien: Conservatori Social Reformatori (MCSR; 2012–14)
- Italien: Direzione Italia (DI; 13. November 2015–29. Oktober 2019, am 29. Oktober 2019 in die Fratelli d’Italia aufgegangen.)
- Kosovo: Demokratische Partei des Kosovo (PDK; 22.02.2018–2022)
- Lettland: Tēvzemei un Brīvībai/LNNK (TB/LNNK; 2009–11)
- Moldau: Partidul ȘOR (PȘ; 8.6.2018–2022)
- Montenegro: Pokret za promjene (PzP; 22.05.2015–2022)
- Niederlande: Forum voor Democratie (FvD; 21.12.2020)
- Nordmazedonien: Innere Mazedonische Revolutionäre Organisation – Volkspartei (VMRO-NP; 22.02.2019–2024/25)
- Polen: Polska Jest Najważniejsza (PJN; 2010–13)
- Serbien: Dosta je bilo (DJB; 22.02.2019–2024/25)
- Slowakei: Obyčajní ľudia a nezávislé osobnosti (OĽaNO; 2014–19)
- Slowakei: Občianska konzervatívna strana (OKS; 25.03.2011–2022)
- Spanien: Vox (27.06.2019–2024, Übertritt zu Patriots.eu)
- Ungarn: Magyar Demokrata Fórum (MDF; 2009–11)
- Rumänien: Noua Republică (NR; 2013–2017)
- Türkei: Adalet ve Kalkınma Partisi (AKP, 8. November 2013–Oktober 2018)[16]
- Türkische Republik Nordzypern: Ulusal Birlik Partisi (UBP; 7.4.2017–2022)
- Vereinigtes Königreich: Conservative Party (Con; Gründung–2021)
- Vereinigtes Königreich ( Nordirland): Ulster Unionist Party (UUP; Gründung–2024/25)

Michał Kamiński aus Polen war zeitweise Einzelmitglied. Die dänische Europaparlamentarierin Anna Rosbach war 2013 Einzelmitglied. Susy de Martini (MdEP, La Destra) war 2013/14 Einzelmitglied. Der Ungar Lajos Bokros (MoMa) und der Pole Adam Bielan (PRJG) waren bis 2014 Mitglieder. Ruža Tomašić war seit Gründung Einzelmitglied, 2015 trat ihre neue Partei HKS der AEKR bei. Hans-Olaf Henkel und Joachim Starbatty gehörten der AEKR als Einzelmitglieder an, bevor ihre Partei (LKR) der AKRE beitrat.

### Ehemalige Regionalpartner
- Australien: Liberal Party of Australia (01.11.2014–2022)
- Kanada: Conservative Party/Parti Conservateur (01.11.2012–2022)
- Kenia: Jubilee (08.06.2018–2022)
- Kolumbien: Centro Democrático (2017–2022)
- Malediven: Progressive Party of the Maldives (PPM) (08.06.2018–2022)
- Neuseeland: New Zealand National Party (01.11.2014–2022)
- Tansania: Chama cha Demokrasia na Maendeleo (Chadema) (08.06.2018–2022)

## EKR-Mitglieder in europäischen Institutionen

### Überblick
| Organisation      | Institution                                    | Sitze  |
| ----------------- | ---------------------------------------------- | ------ |
| Europäische Union | Europäisches Parlament                         | 70/720 |
| Europäische Union | Europäische Kommission                         | 1/27   |
| Europäische Union | Europäischer Rat (Staats- und Regierungschefs) | 2/27   |

### Europäischer Rat

Länder mit EKR-Regierungschef sind dunkelblau markiert

Die EKR stellt derzeit (Stand: 6. Januar 2024) zwei der 27 Mitglieder (Staats- und/oder Regierungschefs) des Europäischen Rats:
- Tschechien: Petr Fiala (ODS), seit 17. Dezember 2021
- Italien: Giorgia Meloni (FdI), seit 22. Oktober 2022

## Fraktionen
- Europäisches Parlament: Europäische Konservative und Reformer
- Ausschuss der Regionen der Europäischen Union: Europäische Konservative und Reformer
- Parlamentarische Versammlung des Europarates (PACE): Europäische Konservative und Demokratische Allianz mit IDP
- Kongress der Gemeinden und Regionen des Europarates: Europäische Konservative und Reformer
- Parlamentarische Versammlung der NATO: Fraktion der Europäischen Konservativen